# Marek Adamski (zootechnik)
Marek Piotr Adamski (ur. 1977) – polski zootechnik, profesor nauk rolniczych, profesor Politechniki Bydgoskiej im. Jana i Jędrzeja Śniadeckich i jego rektor w kadencji 2020–2024.

## Życiorys
Absolwent II Liceum Ogólnokształcącego im. Mikołaja Kopernika w Bydgoszczy. W 2001 ukończył Akademię Techniczno-Rolniczą im. Jana i Jędrzeja Śniadeckich w Bydgoszczy. Doktoryzował się w 2003 na uczelni macierzystej na podstawie rozprawy zatytułowanej: Ocena kaczek rodu A44 i wytworzonego z ich udziałem A55 pod względem cech użytkowych, której promotorem był dr hab. Zenon Bernacki. Stopień doktora habilitowanego uzyskał w 2009 na Uniwersytecie Technologiczno-Przyrodniczym im. Jana i Jędrzeja Śniadeckich w Bydgoszczy w oparciu o pracę: Zależności między składem morfologicznym jaj a wylęgowością piskląt wybranych gatunków ptaków. Tytuł profesora otrzymał 15 września 2017.
Od 2000 zawodowo związany z uczelnią macierzystą (przekształconą w 2006 w Uniwersytet Technologiczno-Przyrodniczy im. Jana i Jędrzeja Śniadeckich w Bydgoszczy, a w 2021 w Politechnikę Bydgoską im. Jana i Jędrzeja Śniadeckich), na którym objął stanowisko profesora. W latach 2016–2020 był dziekanem Wydziału Hodowli i Biologii Zwierząt UTP. W czerwcu 2020 został wybrany na rektora UTP w kadencji 2020–2024, pokonując w drugiej turze wyborów urzędującego rektora Tomasza Topolińskiego.
Specjalizuje się w hodowli i technologii produkcji drobiu. Prowadzi badania nad alternatywnymi do poekstrakcyjnej śruty sojowej (pochodzenia GMO) źródłami białka w paszach dla drobiu. Przez 10 lat był członkiem zarządu Polskiego Oddziału Światowego Stowarzyszenia Wiedzy Drobiarskiej.

## Odznaczenia
- Złoty Medal „Zasłużony dla Nauki Polskiej Sapientia et Veritas” (2023)[3]